# Don't Phunk with My Heart
Singles de The Black Eyed Peas
Let's Get It Started
(2004) Don't Lie
(2005)
Don't Phunk with My Heart est une chanson du groupe américain The Black Eyed Peas extraite de l'album Monkey Business. Le titre est sorti en tant que premier single de l'album le 12 avril 2005. La chanson a été écrite par William Adams, Stacy Ferguson, Printz Board, George Pajon Jr., Full Force, Anadi, Indewar et produite par will.i.am.

## Liste des pistes
- CD single

1. Don't Phunk with My Heart – 4:04
2. Don't Phunk with My Heart (Chicago House Remix) – 3:48

- CD maxi single

1. Don't Phunk with My Heart – 4:04
2. Don't Phunk with My Heart (Chicago House Remix) – 3:48
3. Bend Your Back – 3:43
4. Don't Phunk with My Heart (Music Video)

- CD promotionnel

1. Don't Mess with My Heart (Radio Version) – 4:04

## Classement hebdomadaire
| Classement (2005)                       | Meilleure position |
| --------------------------------------- | ------------------ |
| Allemagne (Media Control AG)            | 8                  |
| Australie (ARIA)                        | 1                  |
| Autriche (Ö3 Austria Top 40)            | 5                  |
| Belgique (Flandre Ultratop 50 Singles)  | 4                  |
| Belgique (Wallonie Ultratop 50 Singles) | 8                  |
| Danemark (Tracklisten)                  | 2                  |
| Espagne (PROMUSICAE)                    | 2                  |
| États-Unis (Hot 100)                    | 3                  |
| États-Unis (Pop Airplay)                | 3                  |
| États-Unis (Rap Songs)                  | 22                 |
| Europe (Hot 100)                        | 3                  |
| Finlande (Suomen virallinen lista)      | 1                  |
| France (SNEP)                           | 7                  |
| Irlande (IRMA)                          | 4                  |
| Italie (FIMI)                           | 4                  |
| Nouvelle-Zélande (RMNZ)                 | 1                  |
| Norvège (VG-lista)                      | 4                  |
| Pays-Bas (Single Top 100)               | 2                  |
| Royaume-Uni (UK Singles Chart)          | 3                  |
| Suède (Sverigetopplistan)               | 6                  |
| Suisse (Schweizer Hitparade)            | 3                  |